# 紅豆 (電影)
《紅豆》（英語：Little Red Sweet）是2025年香港劇情片，由鄒穎執導，任達華和鄧麗欣主演。

## 演員
| 演員   | 角色     | 介紹 |
| 任達華 | 張興     | 糖水店「張興記」老闆，為人火爆，張李秀蓮的丈夫，張承業、張繼昌的父親，後地產商強拍而結束「張興記」的生意。 |
| 鄧麗欣 | 張承業   | 空姐，張繼昌的姊，張興、張李秀蓮的女兒。                                                                   |
| 龔慈恩 | 張李秀蓮 | 糖水店「張興記」老闆娘，張興的妻子，張承業、張繼昌的母親。                                                 |
| 魏浚笙 | 張繼昌   | 大學生，張承業的弟弟，張興、張李秀蓮的兒子。                                                               |
| 朱鑑然 | 柯宇翔   | 背包客，Jessica的朋友，張承業的男友。                                                                      |
| 盧慧敏 | Jessica  | 空姐，張承業的朋友。                                                                                       |
| 方平   | 根叔     | 裁縫店老闆，根嬸之夫，後因照顧根嬸而把裁縫店轉讓給張興以繼續營運「張興記」。                               |
| 馮素波 | 根嬸     | 裁縫店老闆娘，根叔之妻，患有阿茲海默氏症。                                                                 |
| 陳明憙 | 地產經紀 | |

## 拍攝
影片於2024年1月19日舉行開鏡儀式，出席演員包括任達華、鄧麗欣等主演演員。